# Peter McNamara Achievement Award
Der Peter McNamara Achievement Award ist ein Literaturpreis, der seit 2002 jährlich an Persönlichkeiten der australischen Science-Fiction vergeben wird.
Die Verleihung findet im Rahmen der Australian National Science Fiction Convention statt. Der Preis ehrt das Andenken des Verlegers und Aphelion-Herausgebers Peter McNamara und geht auf eine Initiative von Robert N. Stephenson zurück, der für Organisation und Finanzierung verantwortlich war, bevor McNamaras Witwe Mariann McNamara diese Aufgaben übernahm.
Der Preis ist nicht zu verwechseln mit dem ähnlich benannten Peter McNamara Convenors’ Award, der im Rahmen der Aurealis Awards vergeben wird.

## Preisträger
- 2018 Van Ikin
- 2017 Rose Mitchell
- 2016 Rowena Cory Daniells
- 2015 Merv Binns
- 2014 Garth Nix
- 2013 Nick Stathopoulos
- 2012 Bill Congreve
- 2011 Lucy Sussex
- 2010 Janeen Webb
- 2009 Sean Williams
- 2008 Bruce Gillespie
- 2007 Shaun Tan
- 2006 Peter Nicholls
- 2005 Jonathan Strahan
- 2004 Jack Dann
- 2003 Stephanie Smith
- 2002 Paul Collins